# جزیره یاس

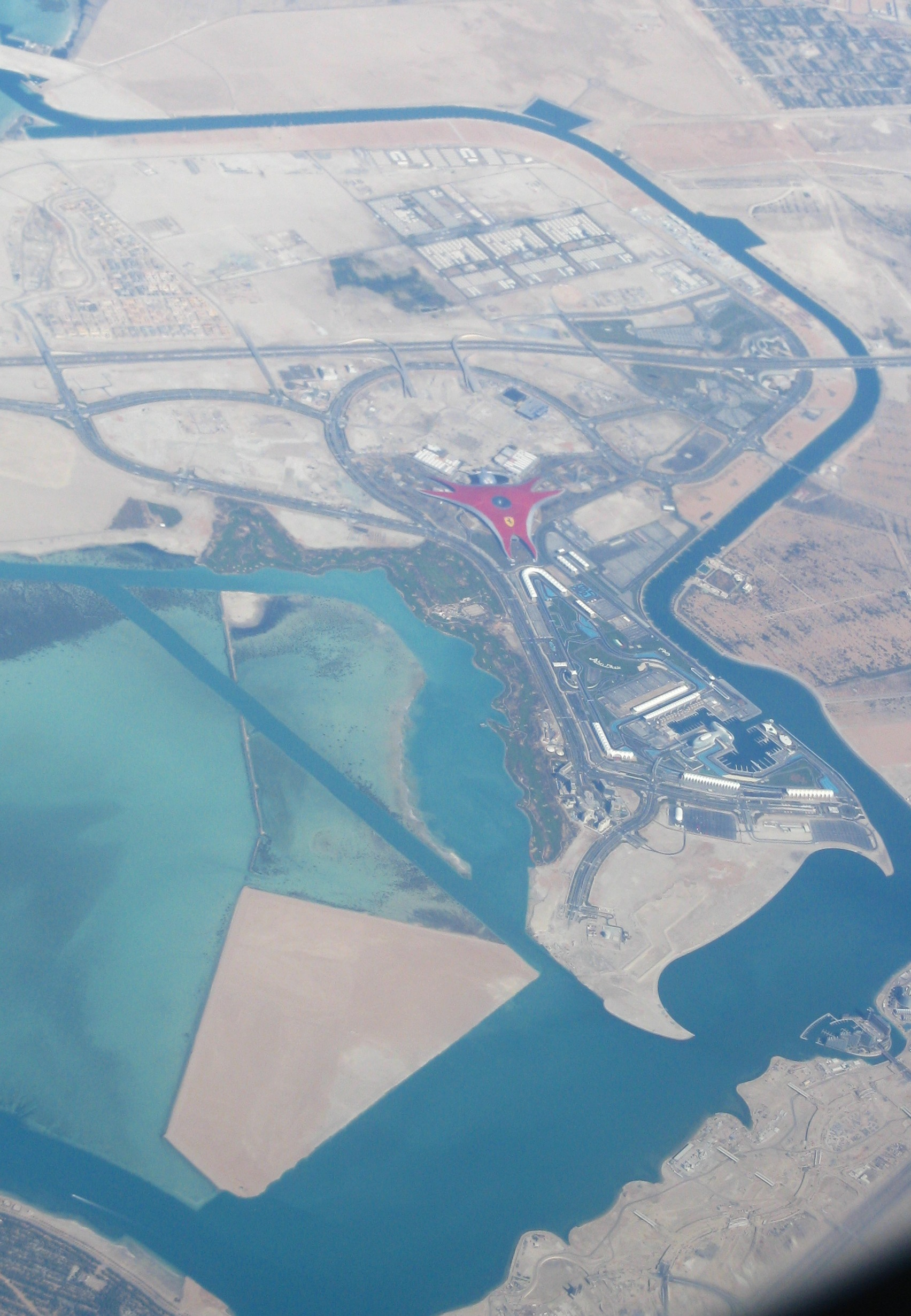
تصویری از جزیره یاس

جزیره یاس (به عربی: جزيرة ياس) یک جزیرهٔ مصنوعی در ۲۰ کیلومتری ابوظبی، امارات متحده عربی است که به وسیلهٔ خودرو، قایق، بالگرد، و هواپیمای آب‌نشین قابل دسترس است.
جزیرهٔ یاس در سال ۲۰۰۶ توسط شرکت آلدر پراپرتی (توسعه‌دهندهٔ اصلی) به منظور محلی چندکاربردی تجملی برای مرکز سرگرمی و فروشگاهی با بودجهٔ ۴۰ میلیون دلار معرفی شد توسعهٔ این پروژه تا سال ۲۰۱۸ ادامه خواهد داشت.
مجموعهٔ دنیای فراری و پارک آبی یاس و شهربازی وارنر برادرز در این مجموعه واقع شده‌اند.